# Eneby
Eneby est un quartier du district de Bromma à Stockholm en Suède.

## Description
Eneby est un quartier de Västerort. 
Eneby est limitrophe des quartiers de Spånga, Norra Ängby, Bromma Kyrka et Beckomberga.
C'est un quartier d'une superficie de 0,34 kilomètres carrés.